# Windows 2000
Ne doit pas être confondu avec Windows Millennium Edition.
 (août 2023).
Si vous disposez d'ouvrages ou d'articles de référence ou si vous connaissez des sites web de qualité traitant du thème abordé ici, merci de compléter l'article en donnant les références utiles à sa vérifiabilité et en les liant à la section « Notes et références ».
Windows 2000 est un système d'exploitation 32 bits développé et distribué par Microsoft. Le nom Windows 2000 (en abrégé : Win2000, Win2K ou encore W2K) est en fait le nom commercial de la version 5.0 de Windows NT. Elle est sortie le 17 février 2000 et a succédé à Windows NT 4.0, créé 4 ans auparavant en avril 1996.
La presse fut tout de suite unanime pour dire que ce produit était le système d'exploitation le plus stable que Microsoft ait jamais produit.
Windows 2000 a été décliné en quatre versions : Professional (abrégé en Pro), Server, Advanced Server, et Datacenter Server.

## Configuration requise
Un processeur Intel Pentium ou équivalent cadencé à 133 MHz, 32 Mo de RAM, une carte graphique supportant la définition VGA (640 × 480 pixels en 16 couleur) et 1 Go d'espace disque.

## Historique

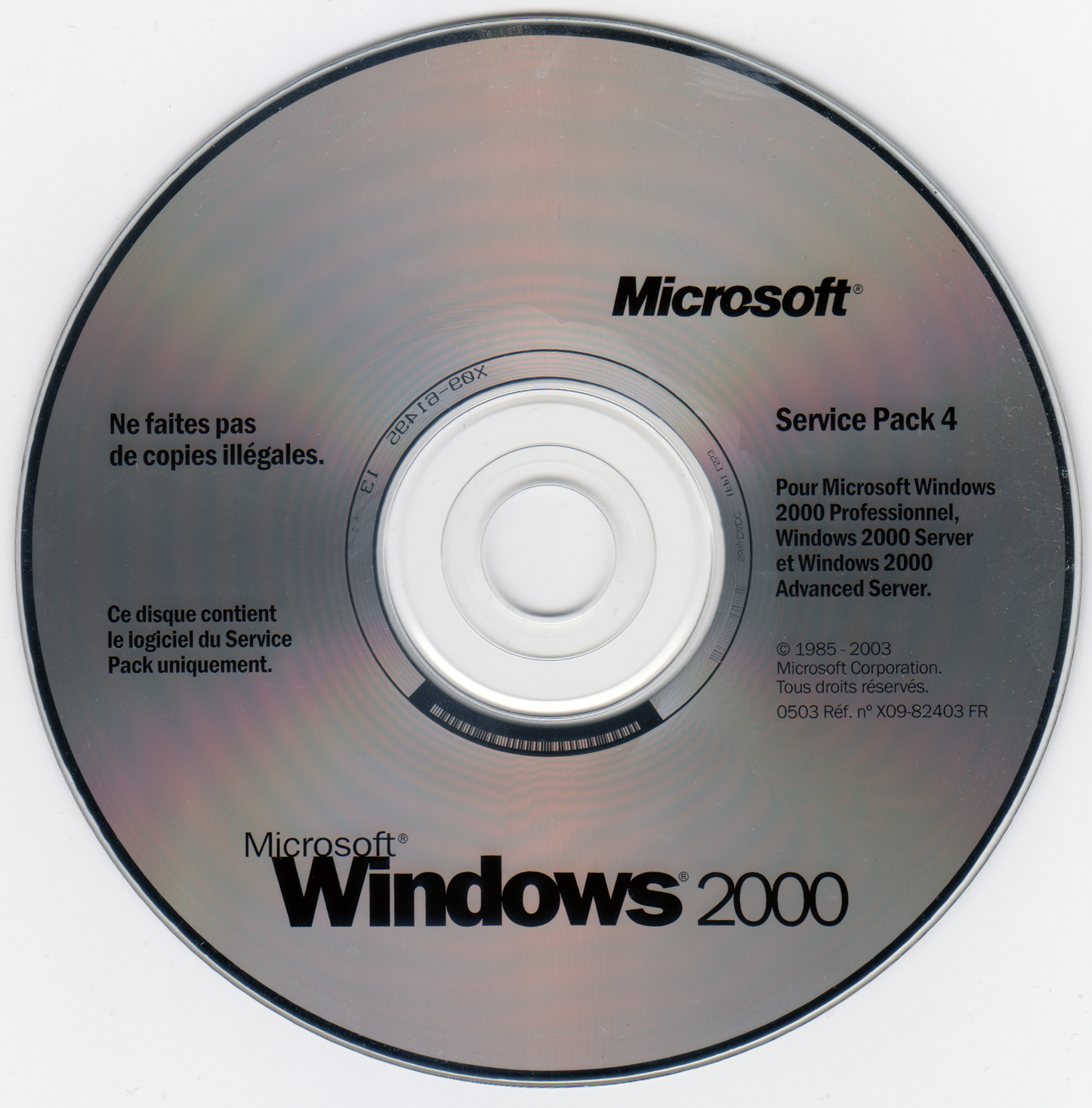
Disque d'installation du SP4.

Le noyau du système d'exploitation Windows 2000 provient directement du noyau du système d'exploitation Windows NT de Microsoft. À ce titre, Microsoft pensait le nommer Windows NT 5.0, mais préféra le rebaptiser pour des raisons commerciales. Ce fut la première version de Windows qui fut réalisée sans nom de code. La version bêta de Windows 2000 fut finalisée le 27 septembre 1997. Plusieurs autres versions suivirent jusqu’à la bêta 3 qui vit le jour le 29 avril 1999. À ce stade, Microsoft sortit trois versions dites « finales » entre juillet et novembre 1999, pour enfin livrer le système d’exploitation à ses distributeurs le 12 décembre 1999. Le public, quant à lui, dut attendre le 17 février 2000. S'ensuivit une longue suite d’améliorations : le 29 septembre de la même année, Microsoft sortait le Windows 2000 Datacenter, faisant office de Service Pack 1. En mai 2001 sortait le Service Pack 2 suivi, en août 2002, par Service Pack 3. Enfin, le Service Pack 4 fut publié le 23 juin 2003.
Un Service Pack 5 était initialement prévu mais Microsoft préféra l'annuler, sans doute pour se concentrer davantage sur le développement des systèmes d'exploitation ultérieurs. À la place de ce SP5, une mise à jour cumulative conséquente fut publiée en juin 2005, juste avant l'entrée de Windows 2000 dans la phase de support étendue.
Par la suite, Windows 2000 a été remplacé par de nouveaux systèmes d’exploitation : la version serveur fut remplacée par le Windows Server 2003 et la professionnelle par Windows XP Professionnel. Une mouture faite pour les particuliers devait voir le jour sous le nom de Microsoft Neptune. Son développement avait d’ailleurs commencé dès 1999. Cependant, à cause des différents retards de développement et de mise en production, seule une version Alpha vit le jour. Windows Me fut alors commercialisé comme solution de substitution et Neptune servit de base au développement de Whistler (Windows XP).
Tout au long de la vie de Windows 2000, plusieurs graves failles de sécurité furent découvertes et exploitées. Code Red et Code Red II, deux vers informatiques particulièrement virulents, exploitèrent les failles de sécurité du système d'indexation du serveur web IIS intégré à Windows 2000. En août 2003, deux autres vers nommés Sobig et Blaster attaquèrent à leur tour des millions d’ordinateurs fonctionnant sous Windows 2000 de par le monde, provoquant ainsi la plus grosse et la plus coûteuse panne informatique de tous les temps[réf. nécessaire]. Ces différentes expériences eurent de fâcheuses conséquences pour Microsoft, car elles amenèrent un certain nombre d’entreprises à demander à leurs gouvernements respectifs de prendre des mesures pour prévenir ce type de catastrophes. Une conséquence fut la création par Microsoft du service en ligne Microsoft Update, permettant aux particuliers de mettre rapidement à jour leur système d'exploitation. Les entreprises, quant à elles, pouvaient déployer une version professionnelle nommée SUS puis WSUS (Windows Server Update Services).

## Fonctions principales de Windows 2000
Windows 2000 serveur offrait la majorité des avantages de Windows NT serveur, ainsi que des fonctionnalités et possibilités supplémentaires.
Parmi les avantages du système d’exploitation réseau Windows 2000 serveur, mentionnons :
- Active Directory, un annuaire évolué d’organisation et de gestion des objets réseau.
- Un serveur web IIS intégré avec une interface administrateur facile à utiliser.
- Terminal Server, un service permettant d'ouvrir une session à distance
- La prise en charge d'une grande quantité de mémoire vive (jusqu’à au moins 3 Go) et de processeurs multiples.
- La prise en charge de nombreux protocoles.
- La gestion centralisée des clients multiples.
- Une interface de gestion de réseau pratique.

## Stratégie de Microsoft pour Windows 2000
Les buts majeurs de Windows 2000 étaient :
- d'unifier les versions pour professionnels (Windows NT) et les versions pour particuliers (orientées vers le multimédia et les jeux : Windows 98 et Me). Dans les faits, les particuliers trouvant l'interface d'administration trop complexe, Windows 2000 a surtout été déployé dans les entreprises ;
- de permettre aux versions professionnelles de Windows d'utiliser les matériels et logiciels multimédia, ce que NT gérait mal ;
- de s'intégrer très facilement avec les autres composants réseau de Windows, notamment la messagerie Exchange, avec le logiciel Outlook 2000 et l'annuaire Active Directory ;
- de créer une version très stable de Windows. Contrairement aux versions précédentes, Windows 2000, même utilisé pour jouer, est un système d'exploitation très stable et fait fonctionner correctement — par le biais d'une émulation — des logiciels 16 bits écrits pour Windows 3.1. Les occurrences de l'« écran bleu de la mort » diminuent fortement ;
- de supplanter définitivement le système d'exploitation serveur concurrent NetWare de Novell, grâce aux atouts de la version serveur (Windows 2000 Server) ; l'objectif fut rempli. Plusieurs raisons peuvent expliquer le succès de Windows 2000 Server : Windows 2000 Professional, la version pour PC du système d'exploitation, n'était — volontairement — pas compatible avec Novell Netware. Les entreprises ayant déjà des serveurs sous NT 4.0 voulaient passer à une version serveur de Windows plus puissante et mieux intégrée avec le serveur de messagerie le plus utilisé en entreprise, Exchange, couplé au logiciel Outlook. Enfin, l'installation et l'administration de Windows 2000 Server étaient rendues beaucoup plus faciles pour des débutants que celles de NT et même Novell Netware. Toutefois, les performances de Windows 2000 Server restaient inférieures à celles de son concurrent[réf. nécessaire] ;
- les versions Advanced et, surtout, Data Center, qui étaient destinées à rivaliser avec la suprématie des solutions à base d'Unix dans le domaine des gros serveurs. Cet objectif ne fut que partiellement atteint.

Une variante de Windows 2000 (Microsoft Neptune) devait voir le jour fin 2000 ou début 2001, intégrant des outils multimédias notamment Windows Movie Maker et la restauration du système. Celle-ci a été annulée et remplacée par Windows Me. Son successeur Windows XP a été développé sur la base de Windows 2000.

## 64 bits envisagé
Début 2000, une nouvelle est publiée sur le site de 01net : Windows 2000 64 bits serait en préparation. Finalement, à la suite de la sortie de Windows XP, ce projet est abandonné.